# Space Monkeys
Space Monkeys è un film italiano del 2022 diretto da Aldo Iuliano.

## Trama
Cinque adolescenti a una festa lottano con le loro paure durante un gioco con un'intelligenza artificiale che seleziona per loro sfide pericolose.
Alla fine di un'estate trascorsa al mare una giovane ragazza francese di nome Justine si trova ad accettare l'invito delle sue amiche Dani e Marta, insieme ai loro rispettivi fidanzati Balo e Ste. La destinazione è la proprietà di quest'ultimo, un maestoso castello trasformato in uno spazio d'arte contemporanea.
La serata è caratterizzata da un'atmosfera di eccessi, con la presenza di alcol, sostanze stupefacenti e sfide audaci orchestrate da Able, un'intelligenza artificiale che sovrintende alla dimora trasformata in una sorta di casa-museo. Tuttavia, ciò che inizia come un'avventura si trasforma tragicamente, lasciando dietro di sé conseguenze imprevedibili e drammatiche.

## Distribuzione
Il film è stato presentato in anteprima il 24 novembre 2022 all'Heroes International Film Festival della Casa del cinema di Roma ed è stato distribuito nelle sale italiane il 28 novembre 2022.